# Felicitat Interna Bruta
La Felicitat Interna Bruta és un índex que sorgeix per analogia amb el PIB i que mesura el grau de felicitat o satisfacció dels habitants d'un país. També es coneix com a Felicitat Nacional Bruta. Va néixer a Bhutan el 1972 i ha estat adoptat com a referència per algunes ONG i governs, tot i el criticisme per la seva subjectivitat.

## Orígens i significat
El terme "felicitat nacional bruta" va ser encunyat el 1972 pel quart rei drac de Bhutan, Jigme Singye Wangchuck, que va obrir Bhutan a l'edat de modernització poc després de la mort del seu pare, Jigme Dorji Wangchuk. Va utilitzar aquesta frase per a indicar el seu compromís amb la construcció d'una economia que serviria a una cultura única de Bhutan basada en valors espirituals budistes. En un primer moment s'ofereix com un comentari casual; fora, el concepte va ser pres seriosament, com en el Centre d'Estudis de Bhutan, sota el lideratge de Karma Ura, que va desenvolupar un instrument d'estudi sofisticat per mesurar el nivell general de benestar de la població. Dos canadencs, Michael i Marta Pennock, van tenir un paper important en el desenvolupament de l'enquesta de Bhutan, que va tenir una entrevista de sis a set hores per completar-se. Ells van desenvolupar una versió internacional més curta de l'enquesta que s'ha utilitzat en la seva regió natal de Victòria BC, així com al Brasil. El Pennocks també va col·laborar amb Ura en la producció d'una lent política que és utilitzada per la Comissió FIB bhutanesa per a anticipar l'impacte de les iniciatives polítiques en els nivells de la FIB a Bhutan.
Igual que molts indicadors psicològics i socials, la FNB és una mica més fàcil de definir en concepte que de definir matemàticament. No obstant això, serveix com una visió unificadora per al procés de planificació de cinc anys de Bhutan i tots els documents de planificació derivats que guien els plans econòmics i de desenvolupament del país. Les polítiques proposades a Bhutan han de passar una revisió basada en una declaració d'impacte FIB que és de naturalesa similar, l'avaluació d'impacte ambiental (AIA)
La base budista del Bhutan suggereix que el desenvolupament beneficiós de la societat humana té lloc quan el desenvolupament material i espiritual es produeixen l'un al costat de l'altre per complementar i reforçar-se mútuament. Els quatre pilars de la FIB són la promoció del desenvolupament sostenible, la preservació i promoció dels valors culturals, la conservació del medi natural, i l'establiment d'un bon govern. En aquest nivell de generalitat, el concepte de la FIB és transcultural, una nació no necessita ser budista per valorar el desenvolupament sostenible, la integritat cultural, la conservació dels ecosistemes, i el bon govern. Mitjançant la col·laboració amb un grup internacional d'estudiosos i investigadors empírics del Centre d'Estudis de Bhutan, es definiren aquests quatre pilars amb major exactitud en vuit contribuents generals de felicitat física, mental i espiritual, temps de balanç, vitalitat social i comunitària, vitalitat cultural, l'educació, els nivells de vida, el bon govern i la vitalitat ecològica. Tot i que el marc de la FNB reflecteix els seus orígens budistes, es basa sòlidament en la investigació empírica de la felicitat, la psicologia positiva i el benestar.
L'ideal de govern com a promotor de la felicitat es remunta almenys al període de Primavera i Tardor de la dinastia Zhou de l'Est, a uns 771-476 aC, on Confuci a les Analectes és citat dient "Bon govern s'obté quan els que són a prop són feliços, i els que estan lluny s'hi senten atrets".
El 2013, el president de Singapur Dr. Tony Tan proposà que, a més de la creació de reserves financeres substancials, Singapur també havia de centrar-se en la construcció de les seves "reserves socials", un concepte que sembla tenir paral·lels en la FNB.

## Indicadors qualitatius i quantitatius
No existeix una definició quantitativa exacta de la FNB, però els elements que contribueixen a la FNB estan subjectes a mesurament quantitatiu. Les baixes taxes de mortalitat infantil, per exemple, es correlacionen positivament amb expressions subjectives de benestar o la felicitat dins d'un país. Des de fa temps la pràctica de la ciència
social s'ha orientat cap a la transformació de l'expressió subjectiva d'un gran nombre de persones en dades quantitatives; no hi ha una diferència important entre demanar a la gent "quanta confiança té en l'economia?" i "com de satisfet està vostè amb el seu treball?".
La FIB, com a indicador de progrés real, es refereix al concepte d'un mesurament quantitatiu de benestar i felicitat. Les dues mesures estan motivades per la idea que mesures subjectives com el benestar són més rellevants i importants que mesures més objectives com el consum. No es mesura directament, sinó només els factors que es creu que condueixen a la FNB.
Segons Daniel Kahneman, un economista de la Universitat de Princeton, la felicitat es pot mesurar mitjançant el mètode “Day Reconstrucion Method”, que consisteix a escriure les memòries del dia laboral anterior en un breu diari.
Un concepte de FNB de segona generació, el tractament de la felicitat com un indicador de desenvolupament socioeconòmic, va ser proposat el 2006 per Med Jones, el president de l'Institut Internacional de Gestió: mesures mètriques de desenvolupament socioeconòmic mitjançant el seguiment de set àrees de desenvolupament, incloent la salut mental i emocional de la nació. El valor de la FNB es proposa com una funció d'índex de la mitjana total per capita de les mesures següents:
1. Benestar econòmic: indicat en enquesta directa i estadístiques de les mètriques econòmiques com el deute dels consumidors, mitjana de l'ingrés de relació de l'índex de preus al consumidor i la distribució de l'ingrés.
2. Benestar ambiental: indicat en enquesta directa i estadístiques de mètriques ambientals com la contaminació, el soroll i el trànsit.
3. Benestar físic: mesurat en estadístiques d'indicadors de salut física, com ara malalties greus.
4. Benestar mental: mesurat mitjançant enquesta directa i estadístiques d'indicadors de salut mental, com l'ús d'antidepressius i l'augment o disminució de pacients de psicoteràpia.
5. Benestar laboral: mesurat mitjançant enquesta directa i estadístiques d'indicadors laborals, com les sol·licituds d'atur, canvi de treball, queixes i demandes laborals.
6. Benestar social: mesurat mitjançant enquesta directa i estadístiques d'indicadors socials com la discriminació, la seguretat, les taxes de divorci, les queixes dels conflictes interns i les demandes de la família, judicis públics, i índexs de criminalitat.
7. Benestar polític: indicat en enquesta directa i estadístiques de mètriques polítiques, com la qualitat de la democràcia local, la llibertat individual i conflictes estrangers.

Les anteriors 7 mètriques es van incorporar a la primera enquesta mundial FIB.
Ed Diener, psicòleg de la Universitat d'Illinois a Urbana-Champaign, ha desenvolupat una escala coneguda com de benestar subjectiu, un concepte relacionat amb la felicitat i la qualitat de vida, que s'ha utilitzat per a comparar les nacions entre si. Aquest estudi va trobar que els "ingressos alts, l'individualisme, els drets humans i la igualtat social estan fortament correlacionades entre si, i amb el BS".
Adam Kramer, un psicòleg de la Universitat d'Oregon, ha desenvolupat un model de comportament de "Felicitat Nacional Bruta", basat en l'ús de paraules positives i negatives en les actualitzacions d'estat de xarxes socials, que resulta una mètrica quantitativa de FIB.

## Conferències

### Segona conferència
"Repensant el desenvolupament: Camins locals de benestar global" es va celebrar a Antigonish, Nova Escòcia, els 20-24 juny 2005, coorganitzada per Índex de Progrés Genuí Atlàntic (procediments en línia), l'Institut Internacional Coady; Shambhala, el Centre d'Estudis de Bhutan, la província de Nova Escòcia,
l'Institut d'Investigació de la Universitat de Gorsebrook de Santa Maria i la Universitat de New Brunswick. La segona conferència regional va tenir lloc del 8-11 novembre 2006 a la Universitat Meiji Gakuin, a Yokohama. La conferència va examinar èxits per aplicar modalitats econòmiques i socials no occidentals.

### Tercera conferència
La tercera Conferència Internacional sobre la Felicitat Nacional Bruta: Cap a la transformació global. Visions del món marquen la diferència va oferir l'oportunitat d'expressar opinions asiàtiques cap a la transformació en un "missatge al món." Va tenir lloc a Nong Khai i Bangkok, Tailàndia, entre el 22 i el 28 de novembre de 2007, cosa que implica la transició d'un estat modernitzat. La tercera Conferència Internacional sobre la Felicitat Interna Bruta (FIB 3) es va dur a terme en dos llocs: els primers tres dies es van realitzar al nord-est de la província rural de Nong Khai i els últims tres dies al campus urbà de la
Universitat de Chulalongkorn, al centre de Bangkok, Tailàndia. Els organitzadors planejaren totes les activitats perquè els participants fossin capaços d'explorar una gran varietat de llocs, formats de presentació i discussió, i es basaren en gran varietat i talent de tot el grup de 800 participants que s'hi van inscriure. Els principals coorganitzadors van ser-ne la Fundació Sathirakoses Nagapradipa (Tailàndia), Centre d'Estudis de Bhutan, mentre que les ONG locals, el grup empresarial Social Venture Network i el govern de Tailàndia, en particular, el Ministeri de Desenvolupament Social i Seguretat Humana, de Tailàndia, van donar suport a la xarxa juntament amb els organismes de recerca i altres departaments governamentals com la Fundació per a la Promoció de la Salut de Tailàndia.

### Quarta conferència
La quarta Conferència Internacional sobre la Felicitat Nacional Bruta es va celebrar a Bhutan amb un enfocament en la pràctica i el mesurament. Els resultats d'una enquesta de Bhutan es van presentar i una sèrie de col·laboradors internacionals discutiren diferents enfocaments i reptes per al mesurament i aplicació del marc de la FNB.

### Cinquena conferència
El 2009, la cinquena Conferència Internacional es va celebrar a Foz do Iguaçu, Brasil, amb més de 800 participants. La conferència va ser organitzada per
l'Institut d'Ecologia Futur Visió i la central hidroelèctrica d'Itaipú Binacional, en col·laboració amb el Centre d'Estudis de Bhutan. El creixent interès per la FNB a Brasil és el resultat de l'obra del Dr. Susan Andrews en l'Institut Visió Futur que va patrocinar una sèrie d'esdeveniments en Sao Paulo i Campinas, a l'octubre de 2008.Hi intervingueren Karma Ura de Bhutan i Michael Pennock del Canadà.

### Sisena conferència
El 19 de juliol de 2011, les Nacions Unides va aprovar una resolució patrocinada per Bhutan, 65/309, titulada "La felicitat: cap a un enfocament holístic del desenvolupament", que va ser copatrocinada per 68 estats. Indicaren que «la felicitat és l'objectiu fonamental de l'ésser humà i l'aspiració universal; que el PIB per la seva naturalesa no reflecteix la meta; que els patrons insostenibles de producció i consum impedeixen el desenvolupament sostenible; i que es necessita un enfocament més inclusiu, equitatiu i equilibrat per promoure la sostenibilitat, erradicar la pobresa i millorar el benestar i la felicitat profunda". La resolució va ser seguida per una reunió a l'ONU a l'abril de 2012, a la qual van assistir més de 800 participants, entre ells el president de Costa Rica, el secretari general de les Nacions Unides, el president de l'Assemblea general de l'ONU i el Consell Econòmic i Social, ministres i ambaixadors, els principals economistes i acadèmics i la societat civil, les empreses i prominents líders espirituals. Com a resultat d'aquesta reunió es va establir un Secretariat a Bhutan, el suport d'un grup de treball internacional d'experts dirigit pels Drs. Robert Costanza i Jacqueline McGlade, que redactà un nou paradigma de desenvolupament global per a la seva presentació davant l'ONU el 2013.

## Crítica
Crítics interns sostenen que l'èmfasi en l'experiment de Bhutan amb FNB ha desviat l'atenció del món de la supressió per part del govern de la minoria més gran del país d'Lotshampa, que anteriorment comprenia aproximadament una sisena part de la població de Bhutan. Des de mitjans del segle xix, l'lhotshampa coexistia en relativa harmonia amb la població budista dominant, però, com a resultat de les noves lleis de ciutadania creades a mitjan 1980, els descendents del Nepal van ser sotmesos a l'expulsió massiva i tàctiques opressives orientades a aconseguir la seva aniquilació cultural i lingüística. Bhutan segueix negant a aquests lhotshampa els drets humans bàsics d'expressió cultural i lingüística. En lloc d'això, el grup ha estat suposadament objecte de tortura i assetjament sexual. Alhora els refugiats segueixen llanguint en campaments de refugiats, amb el dret denegat a tornar per més de 20 anys.
Des d'una perspectiva econòmica, els crítics afirmen que, com la FNB depèn d'una sèrie de judicis subjectius sobre el benestar, els governs poden ser capaços de definir l'FNB d'una manera que s'adapti als seus interessos. La professora d'economia Deirdre McCloskey critica les mesures no científiques, dient que "el percentatge de persones que diuen que són felices li dirà ... [només] com la gent fa servir les paraules, “fer l'analogia que la societat no podia "basar la física a demanar a la gent avui estava
 calent, agradable, o fred”. McCloskey també critica l'anti-consumisme del moviment a basar la política del govern sobre la felicitat, en afirmar que "l'alta cultura sempre ha florit en èpoques de comerç animat, de Grècia del segle V a través de la Xina Song i la Renaixement italià fins al Segle d'Or neerlandès. "
Altres crítics diuen que la comparació internacional del benestar serà difícil en aquest model; proponents sostenen que cada país pugui definir la seva pròpia mesura de la FIB al seu gust, i que les comparacions en el temps entre les nacions tindran validesa. PIB ofereix una escala convenient, escala internacional. La investigació demostra que els marcadors de benestar social i individual són notablement transcultural: la gent en general reportar una major satisfacció amb la vida subjectiva si tenen llaços socials forts i freqüents, viuen en ecosistemes saludables,l'experiència el bon govern, etc. No obstant això, continua sent cert que la confiança en mesures nacionals de FNB es fan comparacions internacionals de benestar relatiu més problemàtic, ja que no és i no és probable que mai per ser una escala comuna com "portàtil" que el PIB ha estat. No obstant això, l'objectiu declarat de Bhutan és maximitzar el que ells veuen com FNB, no comparar nombres amb altres països.
Indicadors alternatius de l'emoció com un anàleg al progrés econòmic també han estat recolzats per una sèrie d'organitzacions no governamentals com la Fundació Nova Economia del Regne Unit, i s'empra en alguns governs sobretot a Europa i Canadà. El sistema d'enquesta de Gallup també recull dades el benestar a escala nacional i internacional.